# Даріо Рохас
Даріо Рохас (ісп. Darío Rojas, нар. 20 січня 1960, Буенос-Айрес) — болівійський футболіст аргентинського походження, що грав на позиції воротаря за низку болівійських клубних команд, а також за національну збірну Болівії.

## Клубна кар'єра
У дорослому футболі дебютував 1989 року виступами за команду «Реал Санта-Крус», в якій провів один сезон, взявши участь у 43 матчах чемпіонату. 
Своєю грою за цю команду привернув увагу представників тренерського штабу клубу «Орієнте Петролеро», до складу якого приєднався 1990 року. Відіграв за команду із Санта-Крус-де-ла-Сьєрра наступні чотири сезони своєї ігрової кар'єри. Більшість часу, проведеного у складі «Орієнте Петролеро», був основним голкіпером команди.
Згодом з 1994 по 2002 рік грав у складі команд «Болівар», «Депортіво Сан-Хосе», «Уніон Сентраль» та «Орієнте Петролеро».
Завершив ігрову кар'єру у команді «Гвабіра», за яку виступав протягом 2002—2003 років.

## Виступи за збірну
1993 року дебютував в офіційних матчах у складі національної збірної Болівії. Був основним голкіпером національної команди на  тогорічному Кубку Америки в Еквадорі. Наступного року був учасником чемпіонату світу 1994 у США, де, щоправда, вже був лише одним з дублерів Карлоса Трукко.
Загалом протягом дворічної кар'єри в національній команді провів у її формі 18 матчів.